# یواس‌اس آلوها (اس‌پی-۳۱۷)
یواس‌اس آلوها (اس‌پی-۳۱۷) (به انگلیسی: USS Aloha (SP-317)) یک کشتی بود که طول آن ۲۱۸ فوت ۰ اینچ (۶۶٫۴۵ متر) بود. این کشتی در سال ۱۹۱۰ ساخته شد.